# Geografía de Turkmenistán

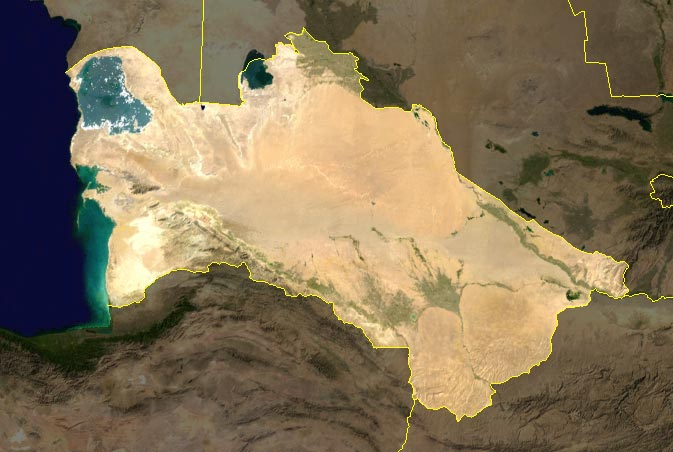
Geografía de Turkmenistán.

Turkmenistán es un país interior de Asia Central, bordeado por el mar Caspio por el oeste, Irán y Afganistán por el sur, Uzbekistán por el nordeste y Kazajistán por el norte. Desde 1991, es la república más meridional de la Comunidad de Estados Independientes (CEI) que forman 10 de las 15 exrepúblicas que formaban la Unión Soviética. En 2005, Turkmenistán abandonó el grupo para convertirse en miembro asociado.

## Relieve

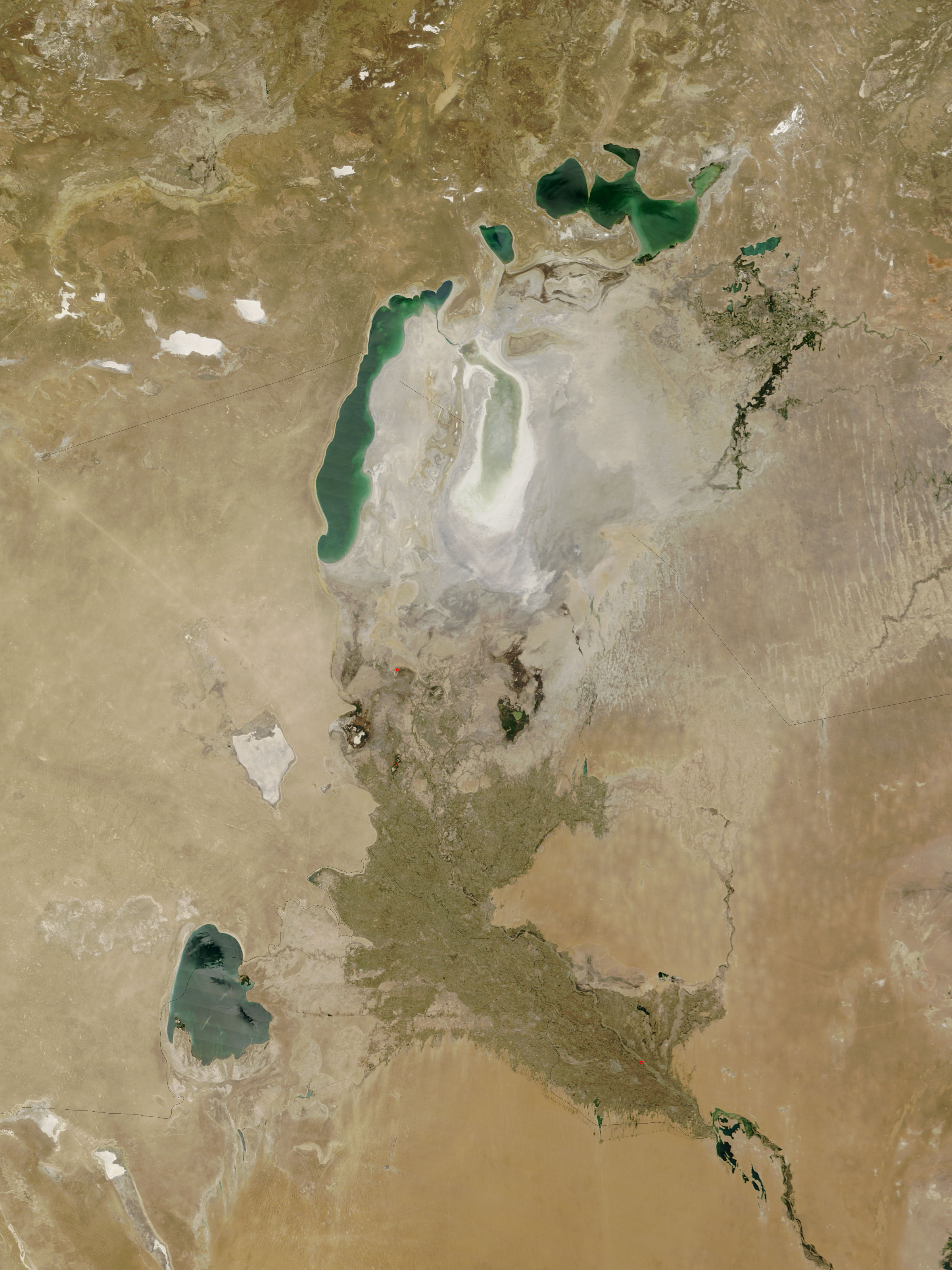
Lago Sariqamish al sudoeste de lo que queda del mar de Aral, entre Turkmenistán y Uzbekistán.

Turkmenistán está enclavado en su mayor parte en la depresión del Turán (situada entre el mar Caspio y el mar de Aral), y ocupado casi en su totalidad por el desierto de Karakum y la meseta de Karabil. Al SO se elevan los macizos del Gran Balján (1880 m), el Pequeño Balján (1006 m), y la cordillera de Kopet-Dag, que lo separan de Irán. Por el NE y E penetran los rebordes rocosos de la meseta de Ustyurt, que comparte con Kazajistán y Uzbekistán.
La altitud media del país es de 100 a 220 m, con desiertos de dunas al sur y el punto más alto en el monte Aýrybaba, de 3.318 m, en el macizo de Köýtendag, una prolongación de las montañas Altái, que pertenecen al sistema montañoso del Pamir, en el extremo sudoccidental del país. El punto más bajo se encuentra en el lago Sarygamysh, cuyo nivel fluctuante puede descender por encima de los -100 m.

## Hidrografía

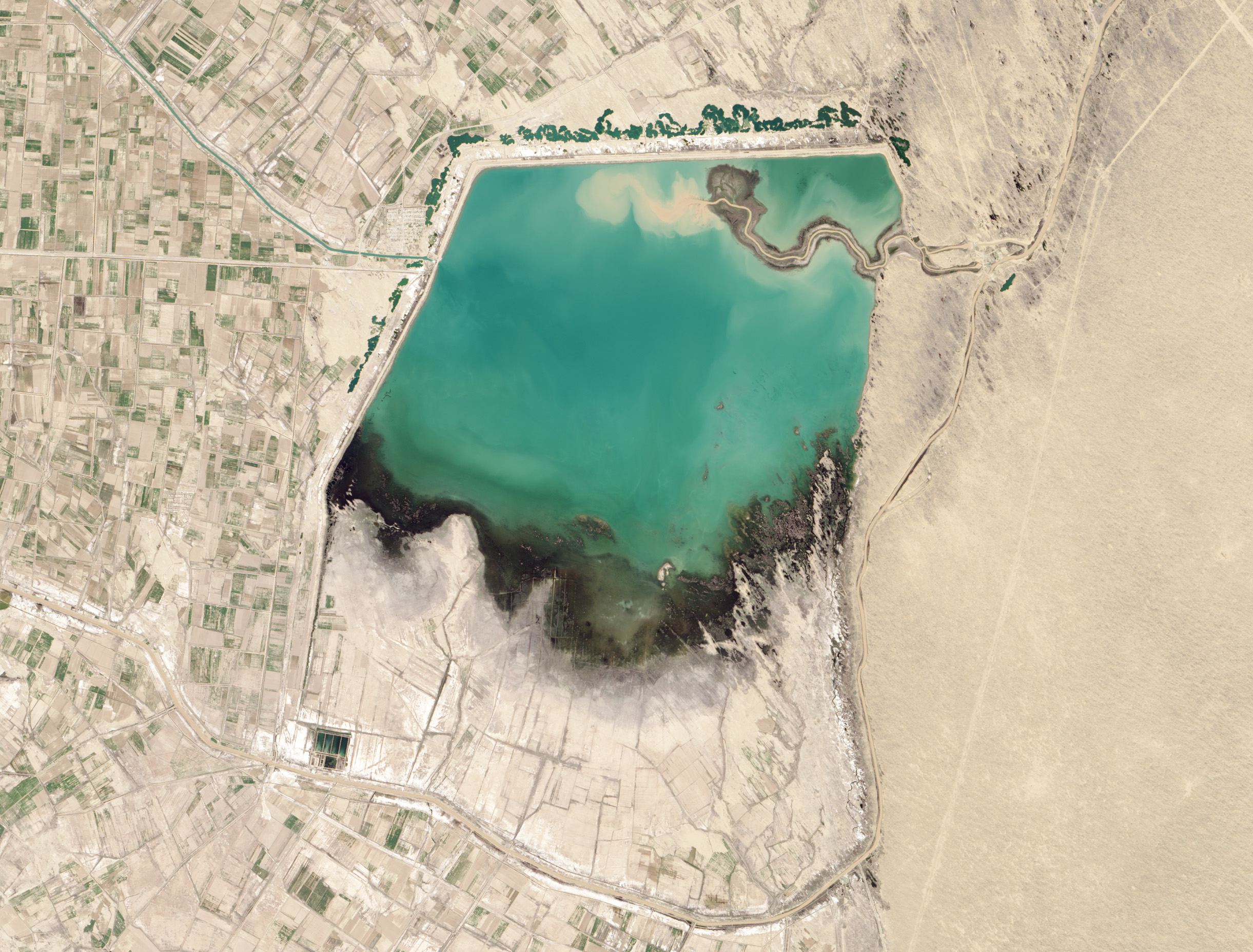
Embalse de Hanhowuz, en el canal de Karakum

Los ríos principales son el Amu Daria, el Atrak y el Murgab. En cuanto a la costa turkmena del mar Caspio, es llana en su mitad meridional y escarpada en el centro y sur. En la parte septentrional está la bahía de Krasnovodsk, la península del mismo nombre y el golfo de Kara Bogaz Gol, ocupado por un gran pantano de agua salada. Entre este golfo y el mar Caspio se encuentra el pequeño lago Sarygamysh, perteneciente a Turkmenistán y a Uzbekistán. En tiempos, este lago de la depresión del Turán era alimentado por el río Amu Daria, que también lo hacía con el mar de Aral.
EL canal de Karakum es uno de los mayores del mundo. Empezado en 1954 y acabado en 1988, es navegable a lo largo de 1.375 km y transporta anualmente 11-13 km³ de agua desde el río Amu Daria al desierto de Karakum. Se construyó con el objetivo de regar grandes extensiones de campos de algodón durante el periodo soviético, y suministrar agua a la ciudad de Asjabad, capital del país. Empieza cerca de la frontera afgana y termina en el mar Caspio, cerca de la ciudad de Turkmenbashi. Para regularlo, en su curso se han construido embalses como el de Hanhowuz, también llamado Hauzhan, en el kilómetro 456 del canal.

## Clima

Mapa de Köppen de climas de Afganistán. En color salmón, desértico frío; en amarillo, semidesértico frío.

El clima es árido continental, con inviernos fríos y veranos tórridos. Los vientos son cálidos y secos, y la mayor cantidad de precipitaciones ocurren entre enero y mayo. La pluviosidad anual en Turkmenistán es inferior a los 200 mm. Existen pequeñas zonas de bosque en las tierras altas del SO y SE.
La mayor parte del país está ocupada por el desierto de Karakum, donde en verano se alcanzan los 50.oC. La costa del mar Caspio es menos cálida, pero más húmeda. Los inviernos son fríos en el norte, y más suaves en el centro y sur. Sin ser tan frío como otros países de Asia central, la media de enero baja hasta los 0.oC en el norte del país, y se mantiene en los 5.oC de medias mínimas en el centro y sur. En verano, la media diaria es de 27/28.oC a orillas del mar Caspio, y supera los 30.oC en el resto del país.
En el sur, se encuentran las cadenas montañosas de Kopet Dag, donde se encuentra la capital, Asjabad, y, al este, la de Köýtendag, donde se halla la mayor altura, el monte Aýrybaba, de 3.138 m. Ninguna frena los vientos siberianos que pueden venir por el norte, entre noviembre y marzo.
En Asjabad, rodeado de montañas que pueden alcanzar los 3000 m y donde apenas nieva debido a la aridez, caen unos 220 mm de lluvia anuales, repartidos entre noviembre y marzo y con apenas precipitación entre junio y octubre. La media de enero es de 4.oC, con mínimas y máximas de 0 y 9.oC, aunque las olas de frío siberiano pueden hacer que bajen hasta -10/-15.oC. En verano, en julio, las temperaturas oscilan entre 24 y 38.oC de mínimas y máximas medias, con picos de 40-42.oC.
En la costa del mar Caspio, en Turkmenbashi, más al norte, en enero oscilan entre 0 y 8.oC, y en julio y agosto, entre 22 y 35.oC. Aquí, el clima es desértico, con 125 mm de lluvia anual, y solo 35 días con precipitación, casi todos en invierno.
En el lejano norte, en Daşoguz, con unos 100 mm de precipitación, las temperaturas de enero oscilan entre -8.oC de mínimas y 1.oC de máximas, con olas de frío de -20/-25.oC, y en julio, entre 21.oC de mínimas y 36.oC de máximas.

## Áreas protegidas de Turkmenistán
En Turkmenistán hay 32 áreas protegidas que ocupan una superficie de 15.336 km², el 3,25% del territorio, además de 2.332 km² de áreas marinas, el 3% de los 77.885 km² que pertenecen al país. Hay 8 reservas naturales estatales, 3 zakáznik, 9 zapovédnik y 10 santuarios de la naturaleza o reservas parciales. Un zakáznik es un tipo de área protegida donde se han limitado ciertas actividades económicas, como extracción de madera, minería o pastoreo. Un zapovédnik es un área protegida por su relevancia como memoria colectiva de la sociedad en la zona de influencia de la Unión Soviética.

## Límites
- Norte: Kazajistán y Uzbekistán.
- Sur: Irán y Afganistán.
- Este: Uzbekistán y Afganistán.
- Oeste: Mar Caspio.

## Datos básicos
- Extensión: 488.000 km²
- Altitud máxima: Gora Ayribaba (3.139 metros).
- Climas principales: desértico, de alta montaña y semiárido.